# Cathédrale Saint-Matthieu de Khartoum
Pour les articles homonymes, voir Cathédrale Saint-Matthieu.
La cathédrale Saint-Matthieu, située à Khartoum, capitale du Soudan et de l'État de Khartoum, est le siège de l'archevêque de l'archidiocèse de Khartoum. Elle est placée sous le vocable de l'apôtre saint Matthieu.

## Préambule - Existence d'une première cathédrale
C'est en 1846 qu'est érigé le vicariat apostolique d'Afrique Centrale avec comme premier ordinaire Mgr Casolani. Une première petite église servant de cathédrale est construite en 1847. Le vicariat apostolique est confié en 1872 aux missionnaires du Sacré-Cœur fondés par Daniel Comboni qui est vicaire apostolique de 1872 à sa mort en 1881. La ville est prise par les mahdistes en 1885 qui détruisent toutes les missions du pays. La guerre se termine en 1898 par la bataille d'Omdurman (juste en face de Khartoum). La petite cathédrale est démolie par les fanatiques mahdistes en 1885.

## Cathédrale Saint-Matthieu

### Situation géographique
La cathédrale se trouve sur la rive du Nil bleu à 200 mètres au nord de la mosquée Farouk.

### Historique
Lorsque les Britanniques font construire la ville  moderne de Khartoum, capitale du Soudan anglo-égyptien, avec de larges avenues, la nouvelle cathédrale de plan basilical à trois nefs est bâtie en 1908 en style néo-roman, avec un haut clocher sur le côté. Le donateur principal des fonds permettant aux comboniens d'ériger leur nouvelle cathédrale est l'empereur François-Joseph lui-même, un certain nombre de comboniens (majoritairement italiens) étant sujets - ou ancien sujets - autrichiens.

### Illustrations

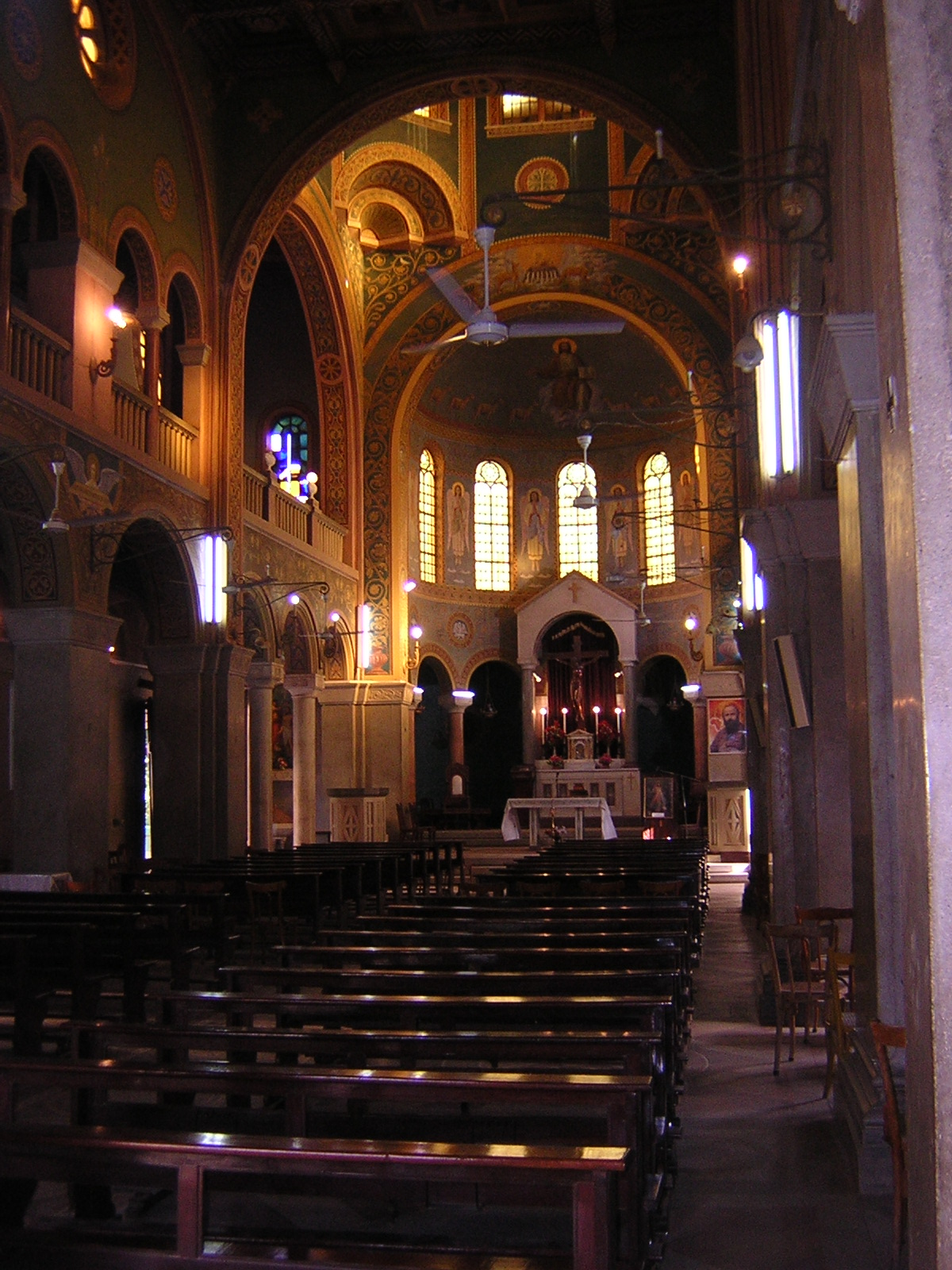
Intérieur de la cathédrale.
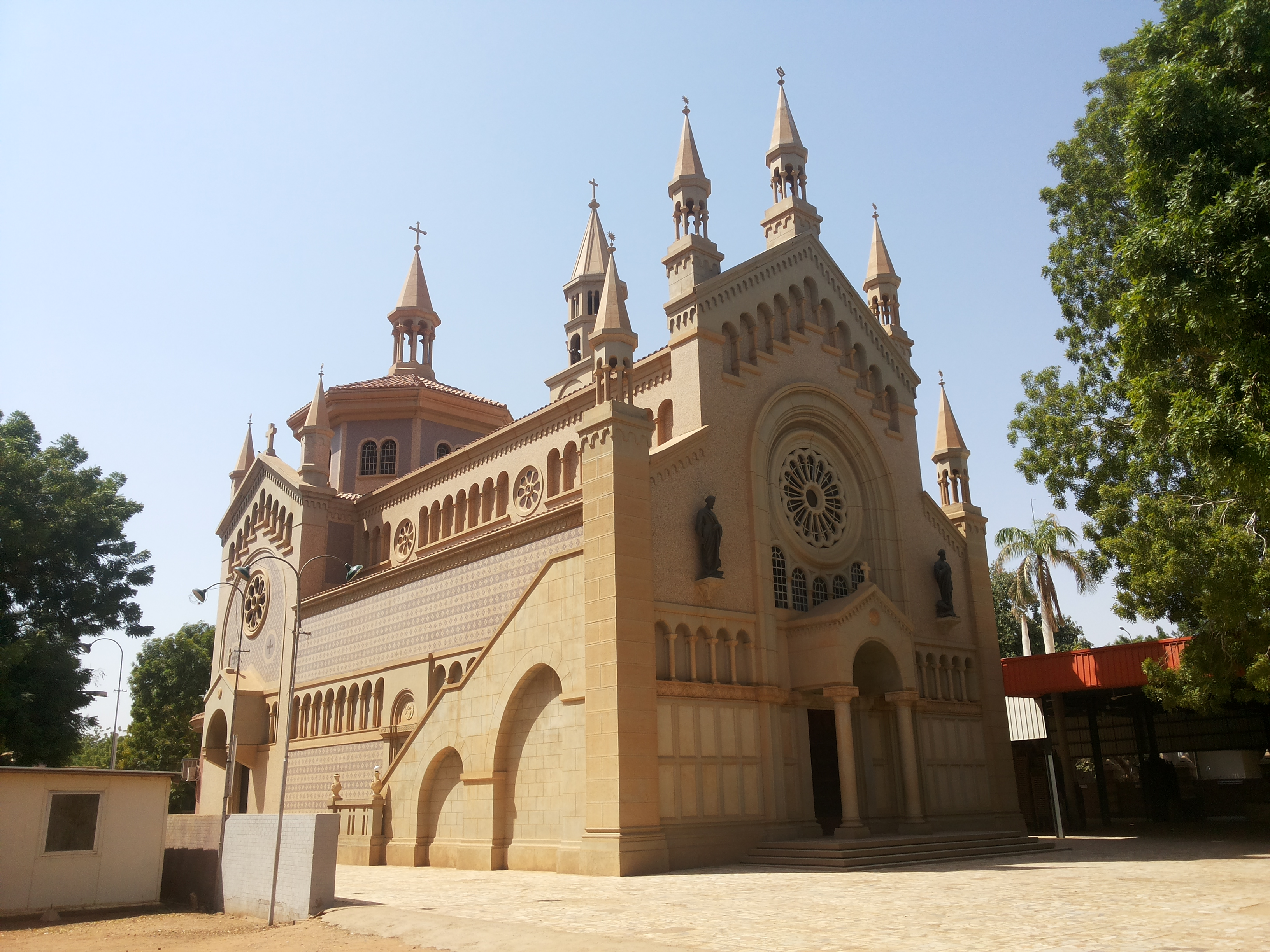
Vue de la cathédrale du parvis
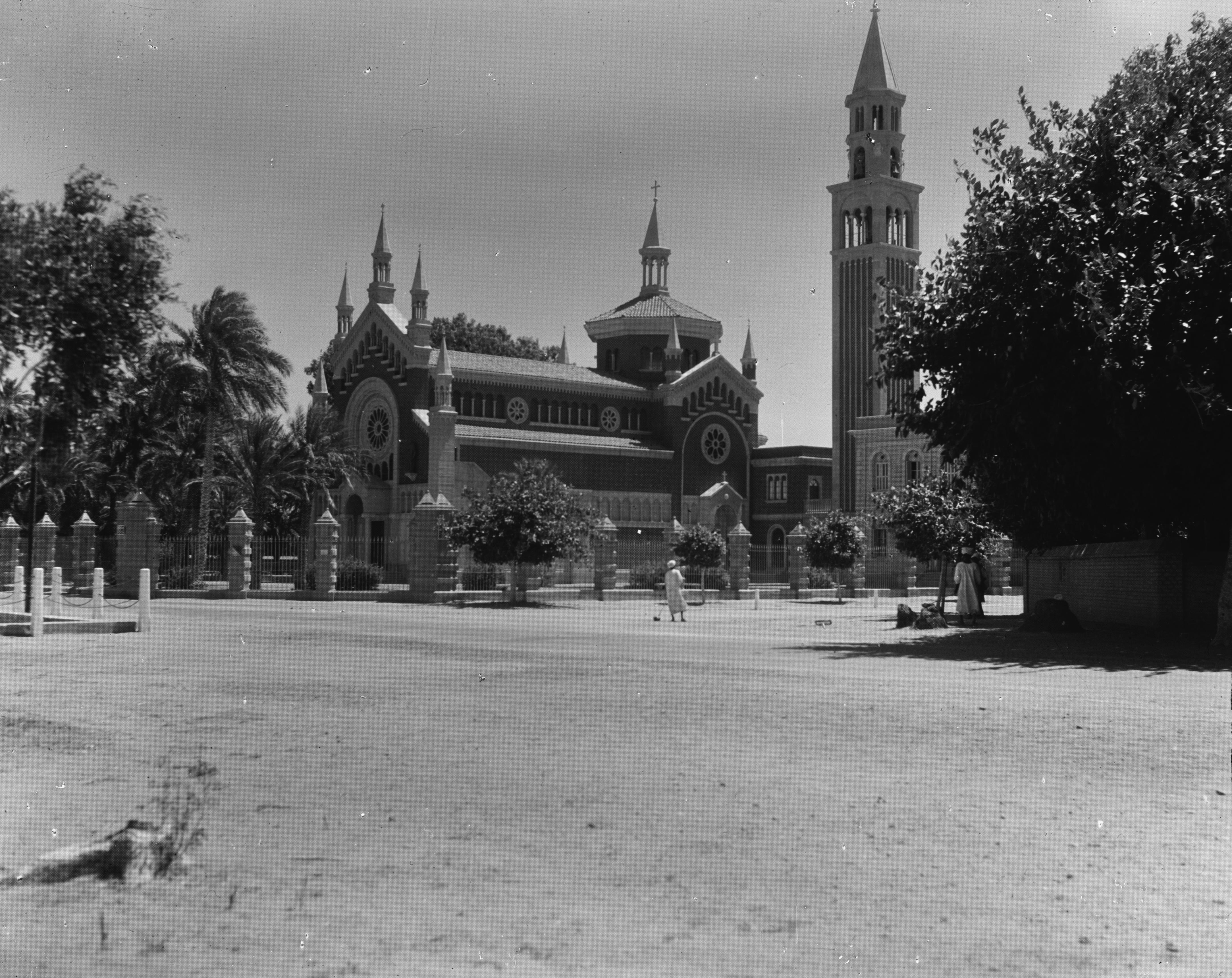
La cathédrale en 1936.

## Référence
1. ↑  (de) Bernhard Streck, Sudan. Steinerne Gräber und lebendige Kulturen am Nil, DuMont, Köln, 1982,  (ISBN 3-7701-1232-6), p. 247